# Адміністративний поділ Аргентини
Аргентина має федеративний устрій. Адміністративно-територіально вона поділяється на 24 суб'єкти федерації: двадцять три провінції (ісп. provincia) і один федеральний округ — автономне місто Буенос-Айрес. Межі провінцій затверджуються Національним конгресом Аргентини, але більшість з них досі не мають чітко визначених кордонів.
Провінції у свою чергу поділяються на департаменти (ісп. departamento), за винятком провінції Буенос-Айрес, яка складається з округів (ісп. partido), та Федерального округа (місто Буенос-Айрес), який поділяється на 15 комун. Департаменти та округи є формою територіального поділу, але не адміністративного. Вони слугують для кадастрових та статистичних потреб, для децентралізації органів поліції, судів тощо. Також вони можуть слугувати як виборчі округи, хоча деякі провінції використовують для цього інші системи поділу.
У федеральному законодавстві Аргентини адміністративно-територіальні одиниці третього рівня не визначені, відповідно цей рівень поділу визначається нормативно-правовими актами на рівні провінцій. У багатьох провінціях департаменти поділяються на муніципалітети (ісп. municipio). Муніципалітет є адміністративною одиницею, що зазвичай асоціюється з містом. В провінції Буенос-Айрес округи і муніципалітети є синонімічними поняттями, а в провінціях Мендоса, Сан-Хуан і Ла-Ріоха муніципалітети збігаються у межах і функціях з департаментами. Водночас деякі муніципалітети в Аргентині розташовані на території кількох департаментів одночасно. У провінціях Ентре-Ріос і Санта-Фе департаменти поділяються на райони (ісп. distritos), а у провінції Кордова — на педанії (ісп. pedanías).

## Адміністративна організація
Федеральний округ і провінції мають свої власні конституції та органи виконавчої, законодавчої і судової влади, системи освіти й охорони здоров'я, але водночас підкоряються федеральним законам і владі. На чолі провінції стоїть губернатор, який обирається на 4 роки. Разом з губернатором обирається віце-губернатор, який заміняє його у разі відсутності, недієздатності, смерті або відставки.
Адміністративним центром провінції є її столиця. Більшість провінцій мають власні символи — герб, прапор, гімн.
Законодавчі органи влади провінцій, згідно зі статтею 75 Конституції, можуть приймати закони щодо будь-яких питань, окрім тих, які перебувають у віданні загальнонаціонального уряду. Деякі провінції мають двопалатні парламенти (сенат і палата депутатів), інші — однопалатні (лише палата депутатів).
| Провінції, які мають однопалатний парламент: - Чако - Чубут - Кордова - Коррієнтес - Формоса - Жужуй - Ла-Пампа - Ла-Ріоха - Місьйонес - Неукен - Ріо-Негро - Сан-Хуан - Санта-Крус - Сантьяго-дель-Естеро - Вогняна Земля, Антарктида та острови Південної Атлантики - Тукуман | Провінції, які мають двопалатний парламент: - Буенос-Айрес - Катамарка - Ентре-Ріос - Мендоса - Сан-Луїс - Санта-Фе - Сальта |

Судова влада провінцій представлена Верховним Судом провінції, апеляційним судом і судами нижчих інстанцій. Провінційні суди можуть вирішувати конфлікти у рамках цивільного, торгового, трудового і кримінального законодавства, що діє як на території провінції, так і по всій країні. Водночас вони не можуть вирішувати питання, які регулюються виключно федеральними законами.
Департаменти та округи не мають власних органів влади, тому на нижчому рівні місцеве самоврядування здійснюється муніципалітетами. Конституція Аргентини визначає, що муніципалітети є незалежними, тобто не підпорядковуються напряму владним органам провінції. Муніципалітети мають інституційну, політичну, адміністративну, економічну та фінансову свободу. Вони мають виборні органи влади у вигляді рад (законодавча гілка влади) та мерів (виконавча гілка влади).

## Статистичні дані провінцій
|  | Провінція                                                | Столиця                              | Населення (2022) | Площа (км²) | Густота населення (2022) | ВВП на душу населення (2008) | Створена | ІРЛП (2010) | Частин |
|  | -------------------------------------------------------- | ------------------------------------ | ---------------- | ----------- | ------------------------ | ---------------------------- | -------- | ----------- | ------ |
|  | Буенос-Айрес                                             | Ла-Плата                             | 17 523 996       | 307 804     | 57,3                     | 7310                         | 1810     | 0,818       | 135    |
|  | Вогняна Земля, Антарктида та острови Південної Атлантики | Ушуая                                | 185 732          | 21 263      | 5,9                      | 20 682                       | 1990     | 0,871       | 4      |
|  | Ентре-Ріос                                               | Парана                               | 1 425 578        | 78 781      | 18,2                     | 5682                         | 1814     | 0,822       | 17     |
|  | Жужуй                                                    | Сан-Сальвадор-де-Жужуй               | 811 611          | 53 219      | 15,2                     | 3755                         | 1834     | 0,803       | 16     |
|  | Катамарка                                                | Сан-Фернандо-дель-Вальє-де-Катамарка | 429 562          | 99 818      | 4,2                      | 6009                         | 1821     | 0,815       | 16     |
|  | Кордова                                                  | Кордова                              | 3 840 905        | 165 321     | 23,3                     | 6477                         | 1813     | 0,846       | 26     |
|  | Коррієнтес                                               | Коррієнтес                           | 1 212 696        | 88 199      | 13,6                     | 4001                         | 1814     | 0,809       | 25     |
|  | Ла-Пампа                                                 | Санта-Роса                           | 361 859          | 143 440     | 2,5                      | 5987                         | 1951     | 0,844       | 22     |
|  | Ла-Ріоха                                                 | Ла-Ріоха                             | 383 865          | 89 680      | 4,2                      | 4162                         | 1820     | 0,817       | 18     |
|  | Мендоса                                                  | Мендоса                              | 2 043 540        | 150 839     | 13,7                     | 9079                         | 1820     | 0,832       | 18     |
|  | Місьйонес                                                | Посадас                              | 1 278 873        | 29 801      | 42,8                     | 3751                         | 1953     | 0,802       | 17     |
|  | Неукен                                                   | Неукен                               | 710 814          | 94 078      | 7,5                      | 26 273                       | 1955     | 0,842       | 16     |
|  | Ріо-Негро                                                | В'єдма                               | 750 768          | 203 013     | 3,7                      | 8247                         | 1955     | 0,831       | 13     |
|  | Сальта                                                   | Сальта                               | 1 441 351        | 154 775     | 9,3                      | 4220                         | 1813     | 0,817       | 23     |
|  | Сан-Луїс                                                 | Сан-Луїс                             | 542 069          | 76 748      | 7,2                      | 5580                         | 1820     | 0,815       | 9      |
|  | Сан-Хуан                                                 | Сан-Хуан                             | 822 853          | 89 651      | 9,3                      | 5642                         | 1820     | 0,814       | 19     |
|  | Санта-Крус                                               | Ріо-Гальєгос                         | 337 226          | 243 943     | 1,4                      | 30 496                       | 1956     | 0,862       | 7      |
|  | Санта-Фе                                                 | Санта-Фе-де-ла-Вера-Крус             | 3 544 908        | 133 007     | 26,6                     | 8423                         | 1816     | 0,832       | 19     |
|  | Сантьяго-дель-Естеро                                     | Сантьяго-дель-Естеро                 | 1 060 906        | 135 254     | 7,7                      | 3003                         | 1820     | 0,784       | 27     |
|  | Тукуман                                                  | Сан-Мігель-де-Тукуман                | 1 731 820        | 22 524      | 76,7                     | 3937                         | 1814     | 0,824       | 17     |
|  | Федеральний округ                                        | Буенос-Айрес                         | 3 121 707        | 202         | 15161,3                  | 23 309                       | 1880     | 0,876       | 15     |
|  | Формоса                                                  | Формоса                              | 607 419          | 72 066      | 8                        | 2879                         | 1955     | 0,773       | 9      |
|  | Чако                                                     | Ресістенсія                          | 1 129 606        | 99 633      | 11,3                     | 2015                         | 1951     | 0,794       | 25     |
|  | Чубут                                                    | Росон                                | 592 621          | 224 686     | 2,6                      | 15 422                       | 1955     | 0,833       | 15     |

## Регіони

Регіони Аргентини

Більшість провінцій Аргентини мають між собою договори про інтеграцію у великі економічні регіони:
- Великий Північний Регіон, який складається з провінцій Катамарка, Коррієнтес, Чако, Формоса, Жужуй, Місьйонес, Тукуман, Сальта, Сантьяго-дель-Естеро. Має площу 759 883 км². Створений 9 квітня 1999 року.
- Новий Куйо, який складається з провінцій Ла-Ріоха, Мендоса, Сан-Хуан, Сан-Луїс. Має площу 404 906 км². Створений 22 січня 1988 року.
- Патагонія, який складається з провінцій Чубут, Ла-Пампа, Неукен, Ріо-Негро, Санта-Крус, Вогняна Земля. Має площу 930 638 км². Створений 26 червня 1996 року.
- Центральний Регіон, який складається з провінцій Кордова, Ентре-Ріос і Санта-Фе. Має площу 377 109 км². Створений 15 серпня 1998 року.